# Alliste
Alliste (Caḍḍiste in dialetto salentino) è un comune italiano di 6 391 abitanti della provincia di Lecce in Puglia.
Situato nel basso Salento, comprende anche la frazione di Felline e le località costiere di Capilungo e Posto Rosso.

## Geografia fisica

### Territorio
Alliste si colloca in una valle compresa tra la "Serra orientale" e la "Serra costiera", presso la costa del mar Ionio.
Il territorio è caratterizzato da lievi alture, formate da compatti calcari mesozoici; raggiunge la massima altitudine in località Madonna dell'Alto (86 m. s.l.m.)
La costa è bassa e rocciosa e la pianura è costituita da formazioni più recenti (calcareniti del Salento e formazioni di Gallipoli, costituite da sabbie argillose). Dal sostrato roccioso dipendono i tipi di terreno, dei quali i più diffusi sono quelli argillosi e le terre rosse, mentre occupano un'estensione ridotta le terre brune ed i terreni tufacei.
Il territorio comunale, che si estende per 23,47 km², confina a nord con il comune di Racale, a est e a sud con il comune di Ugento, a ovest con il mare Ionio.
- Classificazione sismica: zona 4 (sismicità molto bassa), Ordinanza PCM n. 3274 del 20/03/2003

### Clima
Dal punto di vista meteorologico Alliste rientra nel territorio del basso Salento che presenta un clima prettamente mediterraneo, con inverni miti ed estati caldo umide. In base alle medie di riferimento, la temperatura media del mese più freddo, gennaio, si attesta attorno ai +9 °C, mentre quella del mese più caldo, agosto, si aggira sui +25,1 °C. Le precipitazioni medie annue, che si aggirano intorno ai 676 mm, presentano un minimo in primavera-estate ed un picco in autunno-inverno.
Facendo riferimento alla ventosità, i comuni del basso Salento risentono debolmente delle correnti occidentali grazie alla protezione determinata dalle serre salentine che creano un sistema a scudo. Al contrario le correnti autunnali e invernali da Sud-Est, favoriscono in parte l'incremento delle precipitazioni, in questo periodo, rispetto al resto della penisola.
| Alliste                    | Mesi | Mesi | Mesi | Mesi | Mesi | Mesi | Mesi | Mesi | Mesi | Mesi | Mesi | Mesi | Stagioni | Stagioni | Stagioni | Stagioni | Anno |
| Alliste                    | Gen  | Feb  | Mar  | Apr  | Mag  | Giu  | Lug  | Ago  | Set  | Ott  | Nov  | Dic  | Inv      | Pri      | Est      | Aut      | Anno |
| -------------------------- | ---- | ---- | ---- | ---- | ---- | ---- | ---- | ---- | ---- | ---- | ---- | ---- | -------- | -------- | -------- | -------- | ---- |
| T. max. media (°C)         | 12,4 | 13,0 | 14,8 | 18,1 | 22,6 | 27,0 | 29,8 | 30,0 | 26,4 | 21,7 | 17,4 | 14,1 | 13,2     | 18,5     | 28,9     | 21,8     | 20,6 |
| T. min. media (°C)         | 5,6  | 5,8  | 7,3  | 9,6  | 13,3 | 17,2 | 19,8 | 20,1 | 17,4 | 13,7 | 10,1 | 7,3  | 6,2      | 10,1     | 19,0     | 13,7     | 12,3 |
| Precipitazioni (mm)        | 80   | 60   | 70   | 40   | 29   | 21   | 14   | 21   | 53   | 96   | 109  | 83   | 223      | 139      | 56       | 258      | 676  |
| Umidità relativa media (%) | 79,0 | 78,9 | 78,6 | 77,8 | 75,7 | 71,1 | 68,4 | 70,2 | 75,4 | 79,3 | 80,8 | 80,4 | 79,4     | 77,4     | 69,9     | 78,5     | 76,3 |

- Classificazione climatica di Alliste:[6]
  - Zona climatica: C
  - Gradi giorno: 1094

## Storia

### Antichità
La presenza umana nel territorio allistino risale al Paleolitico inferiore: nelle "Grotticelle del Ninfeo" si sono rinvenute tracce di frequentazione, con un centinaio di manufatti litici di facies epigravettiana, comprendenti lame, punte bulini e raschiatoi. La località "Ninfeo" (zona comprendente l'area da Masseria Canne all'omonima Masseria Ninfeo) venne frequentata ancora nel Mesolitico (strumenti denticolati) e nel Neolitico (frammenti ceramici).
Al II millennio a.C. risale il "menhir di Terenzano" e le specchie di "Sciuppano" e "dell'Alto". Dalla demolizione della "specchia dell'Alto", negli anni sessanta, emersero frammenti ceramici databili dall'età del bronzo all'epoca tardo-imperiale romana e connessi probabilmente al culto di qualche divinità della natura. Nei pressi, intorno all'anno 1000 venne costruita dai monaci basiliani una piccola chiesa rupestre, che testimonia la continuità del culto, poi divenuta l'abbazia minore della "Madonna dell'Alto".
Il territorio passò nel II secolo a.C. sotto la dominazione romana: la frequentazione è attestata dai ritrovamenti di ceramica domestica e monete disseminati nei campi: la zona, probabilmente paludosa era incolta e destinata al pascolo e alla caccia. Nella frazione di Felline venne impiantata una fornace, attiva fino al I secolo a.C., intorno al quale si sviluppò probabilmente un piccolo nucleo abitato (il toponimo di "Felline" deriverebbe dal termine latino figlinae, ossia laboratori artigianali per la produzione della ceramica.

### Le origini di Alliste
Secondo la tradizione orale, Alliste deve la sua origine ad un gruppo di profughi che, fuggiti da Felline, incendiata dai Saraceni, fondarono un nuovo paese, a cui diedero il nome di Alliste, in ricordo delle ali con cui un angelo li avrebbe avvolti durante la fuga rendendoli invisibili ai nemici. Alla base della leggenda vi sono alcuni elementi reali: le incursioni saracene, frequenti nella zona tra il IX e il X secolo, il culto dell'angelo (un cherubino o san Michele Arcangelo) e la posteriorità di Alliste rispetto a Felline. L'originale forma dialettale di Alliste, Caḍḍiste, deriva dal greco Καλλίστῃ, traslitterato Kallístē, cioè "Bellissima", tesi peraltro corroborata dall'origine greca del borgo. Altri studi ricondurrebbero al toponimo kal (variante: gal) equivalente a: 1) luoghi abitati, recintati o, comunque, adibiti a custodia umana, di animali o di altri beni; 2) pietra, zona pietrosa, radice pre-indoeuropea. Tale tesi è supportata da una certa diffusione nel Salento del suddetto toponimo: per estensione il termine si riferirebbe anche ad anfratto, luogo riparato, come, ad esempio per Galugnano o Calimera.
La prima citazione del toponimo risale al 14 settembre del 1275, quando il casale di Alliste fu confermato dal re Carlo I d'Angiò al barone Guglielmo Pisanello, che l'aveva ereditato insieme ai feudi di Racale e Felline, dal padre Boemondo. La creazione del casale si colloca nell'ambito delle opere di bonifica e colonizzazione delle terre incolte sotto il dominio normanno: i baroni Bonsecolo si avvalsero probabilmente della collaborazione dei monaci dell'abbazia della Madonna dell'Alto e di coloni greci già insediati nel Salento.

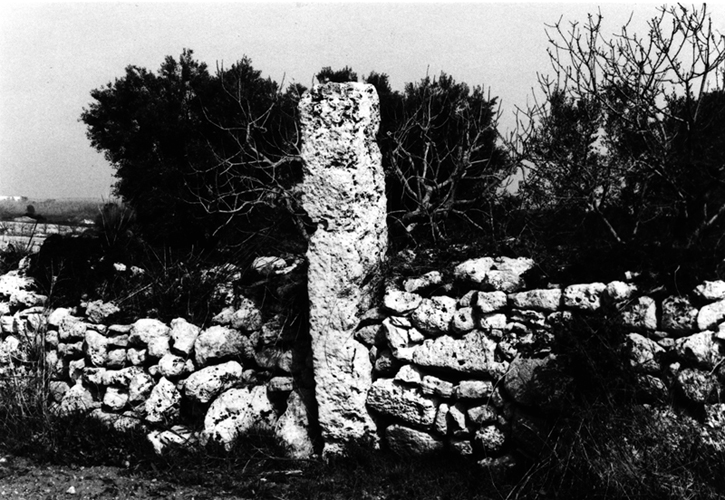
Menhir di Terenzano

Fin oltre la fine del Basso Medioevo Alliste era stata abitata da una compatta comunità greca. La prima sede parrocchiale ad Alliste era dedicata a san Sergio e nel suo altare si conservava ancora nel 1618 un'iscrizione greca. Altri santi di origine bizantina erano i titolari di altre chiese censite nella visita pastorale del 1452.

### Sviluppo dell'insediamento tra XIV e XVIII secolo
L'ortogonalità dell'impianto urbano testimonia di una fondazione derivata da un preciso piano di colonizzazione e di sfruttamento del territorio, piuttosto che di una formazione spontanea. Il nucleo abitato, inizialmente citato come "casale", a partire dal 1378 viene considerato una "Terra", ossia un centro protetto da una cinta muraria.
Nella prima metà del Quattrocento gli allistini, ritenendosi per sua intercessione liberati dal pericolo della peste, scelsero come loro patrono san Quintino al posto di san Sabino, santo di origini bizantine, e poco dopo, nel 1455 l'inaugurazione della chiesa dedicata al nuovo patrono, fu ricordata in un'iscrizione sulla sua facciata con testo bilingue (in greco ed in volgare). Nel 1573 viene citata ancora l'esistenza di un sacerdote di rito greco, ma in una lettera del 1585 del cardinale Alessandrini al vescovo di Nardò, si raccomandava la soppressione del culto di rito greco, non essendo più la lingua intesa dalla maggior parte della popolazione.
Nel 1415 la comunità rappresentata dal "sindaco" Nicola Gargante, ottenne dal feudatario, Puccio Tolomei de Senis, alcuni diritti e libertà. Nel 1573 l'"università" locale raggiunse un accordo con il clero in merito all'esenzione dei tributi di cui godevano gli ecclesiastici, ottenendo un pagamento liberatorio. Anche nei secoli successivi l'"università" si oppose agli abusi dei feudatari, in merito alla riscossione di decime e tasse.

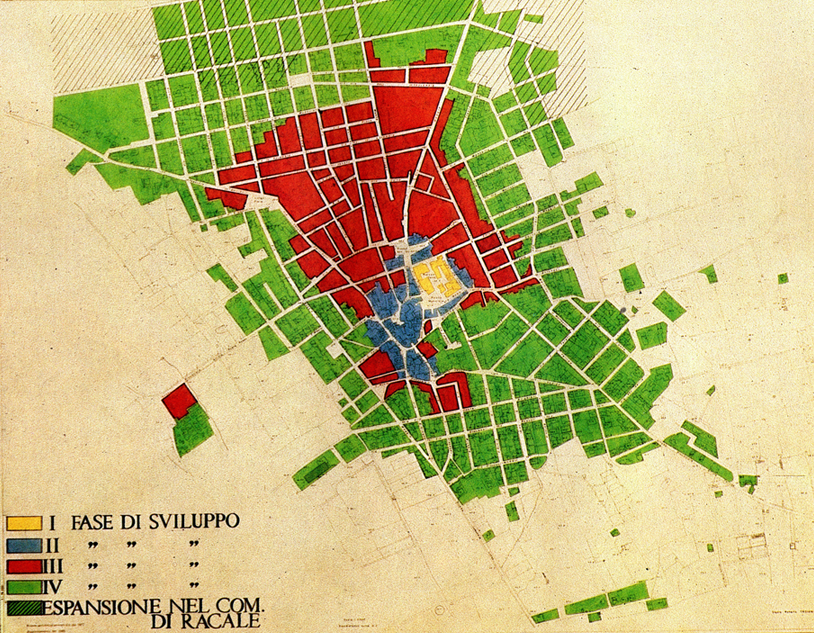
Fasi di sviluppo dell'abitato di Alliste

La crescita della popolazione spinse all'espansione del nucleo abitato anche all'esterno delle mura, in particolare sulla via che collegava Alliste con la "via Publica", la strada tra il porto di Ugento e quello di Gallipoli. In seguito alla costituzione del "Borgo" esterno alle mura, il centro cittadino si venne spostando in corrispondenza dell'attuale piazza del Municipio, all'epoca publica platea e luogo di riunione.
Alcuni di questi edifici extraurbani ebbero sistemazioni atte alla difesa, come feritoie e caditoie. Le case del "Borgo" erano prevalentemente abitazioni del tipo della "casa a corte", con copertura "incannata" o "lamiata" (con volte a stella o a botte). Tra il XVII e il XVIII secolo alle case si aggiunsero una serie di palazzi signorili (quelli delle famiglie Vaglio, Macagnino, De Tommasi, Venneri, Ferilli-Anastasia e Maggio).

### Il XIX e XX secolo
Nel 1799 giunsero fino ad Alliste gli echi della rivoluzione napoletana: i giacobini, guidati dal governatore della "Terra" Giuseppe Rizzo, e dall'arciprete Giuseppe Marrocco, vi impiantarono l'Albero della libertà.
Le terre demaniali, di proprietà collettiva e liberamente accessibili, ricoprivano il 70% del territorio. Nel 1806 venne varato dai legislatori francesi il processo di privatizzazione di queste terre, che si tradusse in un'aspra lotta tra il proletariato agricolo e la borghesia latifondista. Nel successivo regno d'Italia le usurpazioni nel frattempo intervenute, vennero sanate con l'espediente delle "conciliazioni". La questione provocò numerose occupazioni di terre da parte dei contadini.

Tra la metà del XVIII e la prima metà del XX secolo, l'espansione dell'abitato andò occupando prima l'area verso nord e nord-ovest, tra la via Racale e la "via Publica", e quindi verso sud, lungo la strada per Filline: nel 1915 le due aree vennero raccordate con la costruzione della via Rettifilo. In quest'epoca le abitazioni sono della tipologia delle case a schiera, composte spesso da due vani e un giardino; alcuni edifici costruiti nel corso degli anni venti e trenta sono stati abbelliti con verande, archi, mascheroni e fregi floreali. Agli anni venti risale anche il palazzo Venneri in via Racale, di stile neoclassicheggiante.
Nuove agitazioni contadine si verificarono agli inizi del 1921, con l'occupazione della sede del municipio e il sequestro del sindaco, e ancora nel 1945, per la mancanza di pane, nel 1963 per il crollo speculativo del prezzo delle patate e nel 1979.
Nella seconda metà del XX secolo la crescita demografica ha determinato un'espansione a macchia d'olio e l'urbanizzazione selvaggia della fascia costiera, con il fenomeno dell'abusivismo edilizio.
Le campagne sono costellate fittamente dai caseḍḍi, le tipiche costruzioni in pietra a secco della piccola proprietà contadina, che, insieme alle "masserie", costituivano un tempo l'habitat rurale del territorio.

### Simboli
Lo stemma di Alliste è stato riconosciuto con DPCM del 21 novembre 1959 e rappresenta le ali di un cherubino, sulle quali poggia una A maiuscola romana ed è sormontato da una corona ducale, dopo che nel 1648 a Francesco Pignatelli venne conferito il titolo di duca.
Secondo una leggenda, le ali riportate in esso sarebbero riconducibili a quelle dell'arcangelo che venne invocato dagli abitanti di Felline, oggi frazione di Alliste, per essere salvati dai Saraceni che saccheggiavano le terre del Salento nell'XI secolo.
Il gonfalone, concesso con DPR del 18 gennaio 1960, è un drappo partito di bianco e di azzurro caricato dell'arme sopradescritta.

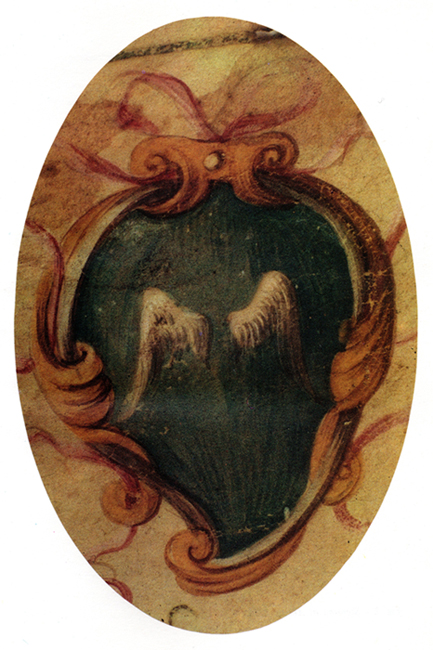
Pergamena, 1716
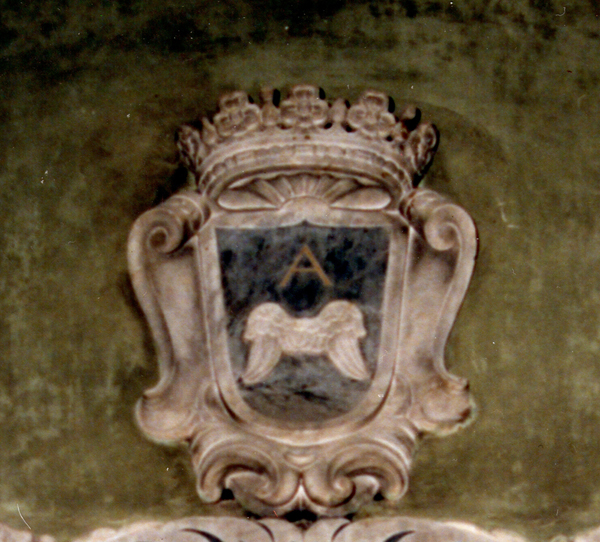
Stemma, 1719
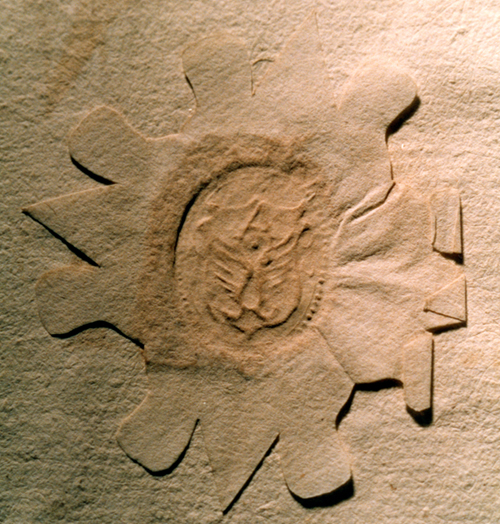
Catasto onciario di Alliste, 1745
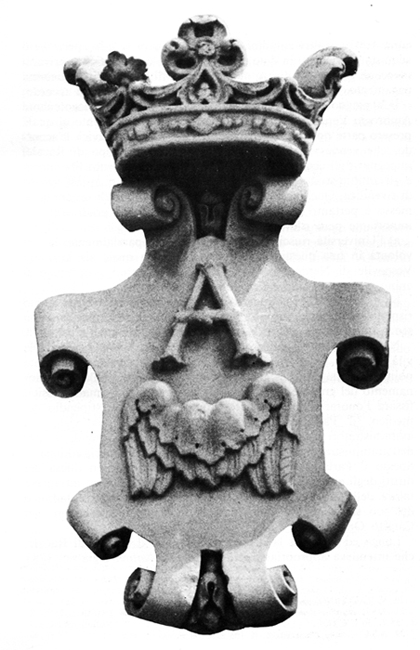
Chiesa San Quintino, 1783

## Monumenti e luoghi d'interesse

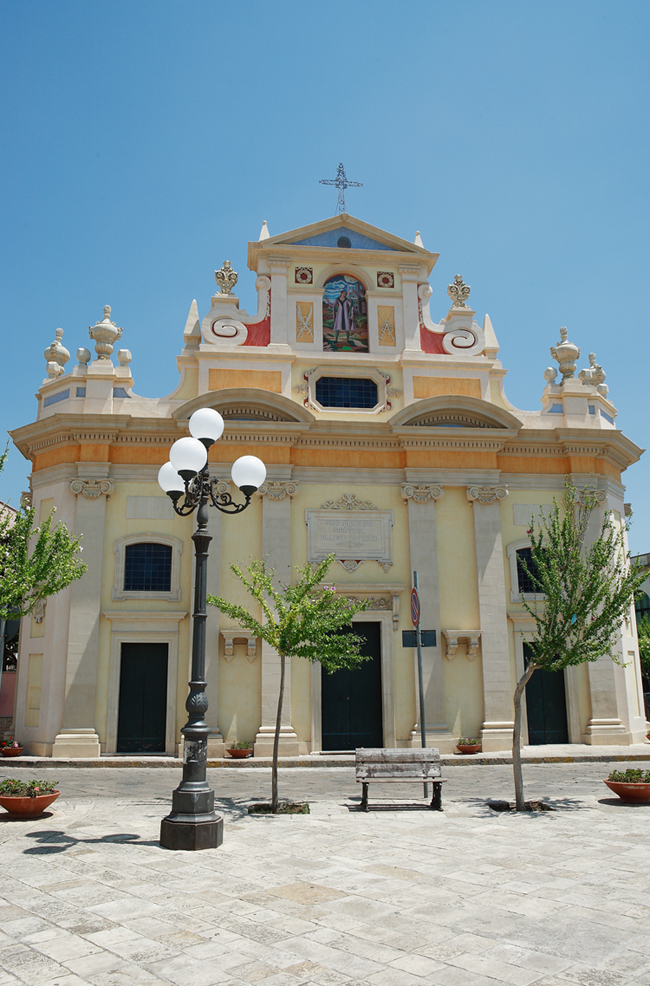
Chiesa di San Quintino

- Chiesa di San Quintino, sorta fuori del paese nel 1455 e radicalmente rimaneggiata nel 1863. Dal 1875 è la chiesa parrocchiale del paese.
- Chiesa di San Giuseppe: sita all'interno della mura della "Terra", menzionata per la prima volta nel 1452 e chiesa parrocchiale fino al 1875. Conserva una Madonna del Santissimo Rosario circondata da 15 ovali con i Misteri del Rosario, eseguiti alla metà del XVII secolo da Giovanni Andrea Coppola (1597-1659) come ex voto del committente, Diego de Tommasi, un San Sabino del 1696 e una tela con la Madonna del Carmine di Niccolò Romano del 1685, eseguita a carico del patrono della cappella don Francesco Antonio Mastroleo.
- 'Chiesa della Beata Maria Vergine Immacolata, eretta nel 1712 quale sede dell'omonima confraternita.

Sulla costa sono la chiesa dei Santi Medici e la chiesa della Beata Maria Vergine della Luce (seconda parrocchia dal 1986) e nei documenti, a partire dal 1452, si citano altre quattordici chiese, ora tutte scomparse: nonostante il titolo, si trattava in realtà di cappelle, urbane ed extraurbane, di proprietà privata, alle quali venivano legati dei benefici e che spesso erano rette da cappellani. In cambio della costruzione e dei benefici i fondatori di tali chiese si assicuravano la celebrazione di un certo numero di messe in suffragio della propria anima.

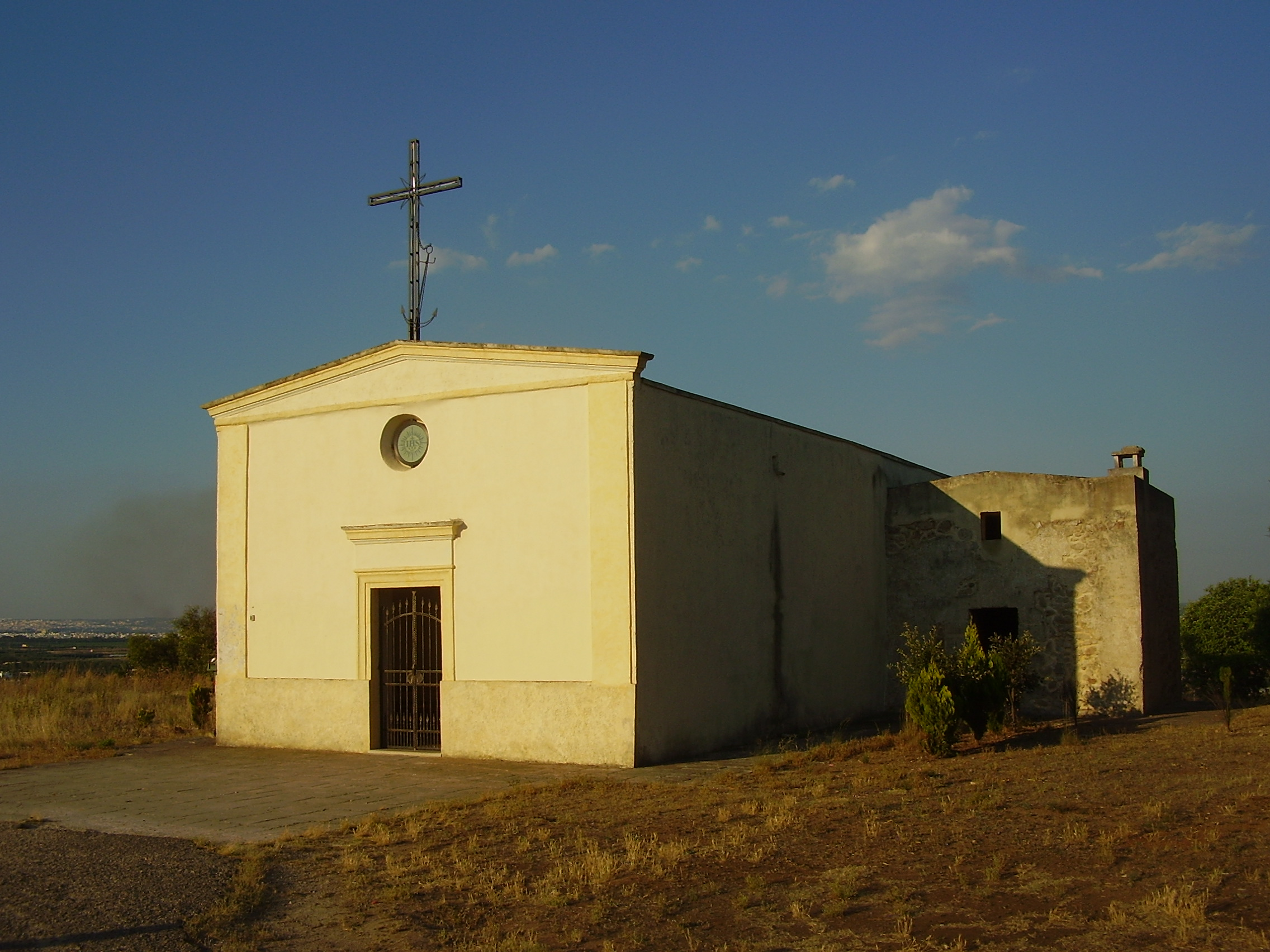
Chiesa Madonna dell'Alto

- Chiesa della Madonna dell'Alto, situata sulla collina che sovrasta il paese, è stata eretta tra l'VIII e il IX secolo, narra la leggenda che un marinaio per scampare al naufragio dovuto a una tempesta, avesse invocato la Madonna la quale gli apparve con un'ancora in mano con la quale salvò l'uomo. Questi, grato alla Madonna per lo scampato pericolo, promise la costruzione di 3 cappelle: la chiesa dell'Alto di Felline, la chiesa della Campana di Casarano e la chiesa del Casale di Ugento. La festa della Madonna dell'Alto si svolge la prima domenica dopo Pasqua.
- Castello baronale di Felline: costruito nel XIII secolo dai Bonsecolo. Struttura quadrangolare con due ordini di torri: uno a torri quadrangolari, e l'altro a torri circolari.

## Società

### Evoluzione demografica
Abitanti censiti

La popolazione del paese fu inizialmente in gran parte di origine greca. Nel 1412 erano attestati circa 540 abitanti (il numero è ricavabile convenzionalmente dal numero di fuochi, ossia di famiglie, censiti però a fini fiscali - applicazione del Focatico - e non demografici). Nel 1636 una relazione sulla diocesi di Nardò attesta la presenza di 475 abitanti, 98 dei quali ancora non in età da comunione, ai quali dovevano aggiungersi circa 20 ecclesiastici.
Nel XVII secolo la media annua delle nascite fu di 17,2, con differenze significative tra i vari decenni: 219 nati negli anni 1630 contro i 140 degli anni 1690. Nel XVIII secolo venne registrato un lieve aumento demografico (media annua delle nascite salita a 23,3, con un minimo di 179 negli anni 1760 ed un massimo di 282 negli anni 1790). Nel XIX e XX secolo l'incremento demografico è costantemente aumentato: 37,5 nascite all'anno nella prima metà del XIX secolo, 65,8 nella seconda metà, 95,8 nella prima metà del XX secolo e 94,1 nel periodo 1951-1985. La maggiore espansione demografica si è verificata tra il 1921 ed il 1970: gli anni con il maggiore numero di nascite sono stati il 1920 con 143 nascite ed il 1946 con 137, in coincidenza con la fine delle due guerre mondiali ed il ritorno dei reduci.
Un'inversione di tendenza, con progressiva diminuzione delle nascite si è manifestata a partire dagli anni 1970 (117,3 nascite annue negli anni 1960, 96,8 negli anni 1970 e 69,8 nel quinquennio 1981-1985, in analogia al fenomeno presente in tutto il mondo occidentale.

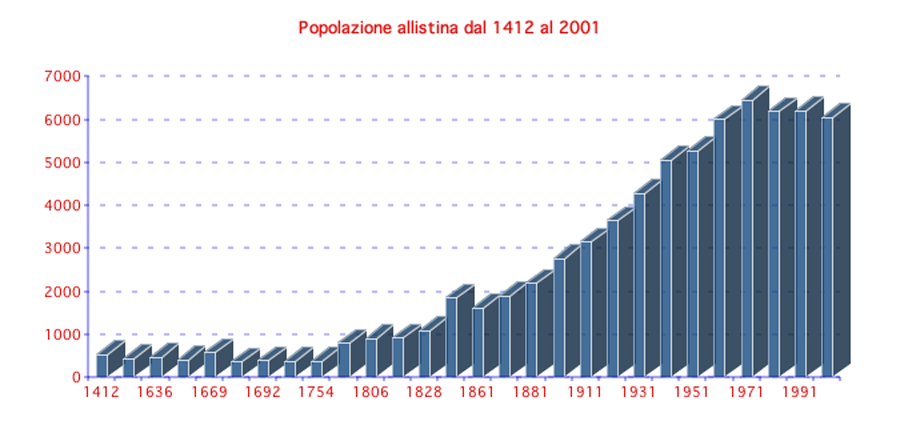
Evoluzione demografica

- Anno 1412: 540 abitanti
- Anno 1613: 440 abitanti
- Anno 1636: 475 abitanti
- Anno 1648: 415 abitanti
- Anno 1669: 590 abitanti
- Anno 1678: 369 abitanti
- Anno 1692: 372 abitanti
- Anno 1696: 381 abitanti
- Anno 1745: 383 abitanti
- Anno 1778: 800 abitanti
- Anno 1806: 739 abitanti
- Anno 1807: 905 abitanti
- Anno 1828: 964 abitanti
- Anno 1848: 1 009 abitanti
- Anno 1861: 1 624 abitanti
- Anno 1871: 1 905 abitanti
- Anno 1881: 2 190 abitanti
- Anno 1901: 2 755 abitanti
- Anno 1911: 3 145 abitanti
- Anno 1921: 3 651 abitanti
- Anno 1931: 4 286 abitanti
- Anno 1936: 4 643 abitanti
- Anno 1951: 5 718 abitanti
- Anno 1961: 5 862 abitanti
- Anno 1981: 6 197 abitanti
- Anno 1991: 6 213 abitanti
- Anno 2001: 6 054 abitanti

### Etnie e minoranze straniere
Al 31 dicembre 2020 ad Alliste risultano residenti 113 cittadini stranieri. Le nazionalità principali sono:

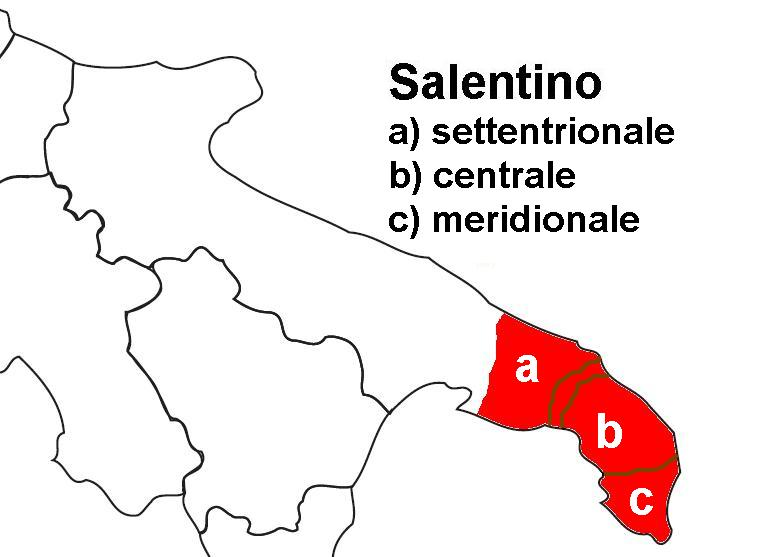
Diffusione del dialetto salentino

- Romania - 39
- Albania - 18

### Lingue e dialetti
Il dialetto parlato ad Alliste è il dialetto salentino nella sua variante meridionale. Il dialetto salentino si presenta carico di influenze riconducibili alle dominazioni e ai popoli stabilitisi in questi territori che si sono susseguite nei secoli: messapi, greci, romani, bizantini, longobardi, normanni, albanesi, francesi, spagnoli.

## Cultura

### Eventi
- Fiera della Madonna dell'Alto - aprile
- Fiera di San Quintino - dal 30 ottobre al 1º novembre
- Festa del vino novello - 11 novembre

## Economia

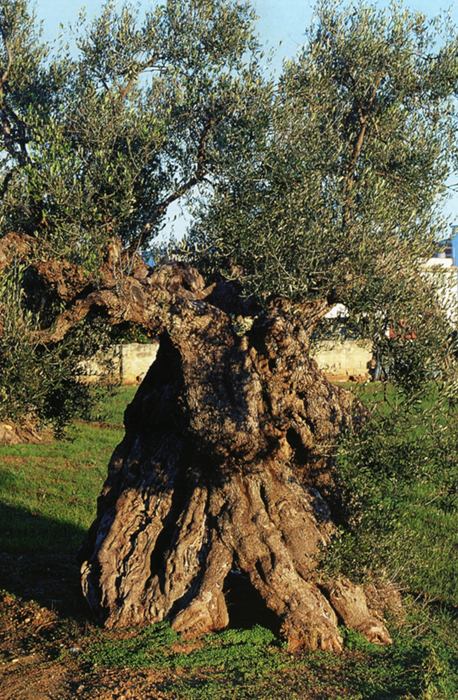
Olivo della Linza. XV sec.

La economia tradizionale è stata prettamente agricola.
La popolazione era costituita nel XVIII secolo per l'85,2% da contadini, per il 7,4% da artigiani, per il 5,6% dalla borghesia professionale o redditiera e per l'1,8% dal clero. Fino al XIX secolo ad esser coltivata era solo la parte pianeggiante del territorio, mentre tutta l'area della "Serra" era demanio, cioè di proprietà collettiva; nel corso del secolo la privatizzazione delle terre demaniali diede luogo ad usurpazioni, lotte ed azioni legali.
A partire dal secondo dopoguerra il settore agricolo ha subito un intenso processo evolutivo, con l'introduzione di colture specializzate (soprattutto in campo orticolo e floricolo), il consolidamento di altre (olivo e patate) e la rarefazione della vite, dei cereali, dei fichi e dei legumi. La modernizzazione del processo produttivo (meccanizzazione, irrigazione, serre) e la costruzione di impianti di lavorazione, trasformazione e commercializzazione dei prodotti agricoli hanno sempre più inserito l'agricoltura locale nel mercato nazionale e internazionale.
L'economia allistina attuale presenta inoltre una maggiore apertura verso l'artigianato e il terziario.

## Infrastrutture e trasporti

### Strade
La viabilità stradale di Alliste è imperniata sulla fitta rete di strade provinciali che serve i comuni del basso Salento ionico. La SP 69 conduce al vicino comune di Racale a nord e alla frazione di Felline a sud-est. Procedendo in senso orario, dal centro di Alliste si diramano la SP 211 per Posto Rosso, la SP 247 e la SP265 per Capilungo, e infine la SP204 che si immette nella provinciale 202 Racale-Torre Suda.

### Ferrovie
Il comune è privo di una propria stazione ferroviaria. Quella denominata Racale-Alliste è in territorio di Racale, ed è posta sulla linea Casarano-Gallipoli, attivata nel 1919 e gestita dalle Ferrovie del Sud Est.

## Amministrazione
Di seguito è presentata una tabella relativa alle amministrazioni che si sono succedute in questo comune.
| Periodo           | Periodo           | Primo cittadino           | Partito                     | Carica              | Note   |
| ----------------- | ----------------- | ------------------------- | --------------------------- | ------------------- | ------ |
| 1º luglio 1988    | 12 gennaio 1991   | Pasquale Metallo          | Partito Comunista Italiano  | Sindaco             | [ 22 ] |
| 12 gennaio 1991   | 7 giugno 1993     | Valentino Palese          | Partito Socialista Italiano | Sindaco             | [ 22 ] |
| 7 giugno 1993     | 28 aprile 1997    | Giuseppe Arcano           | Democrazia Cristiana        | Sindaco             | [ 22 ] |
| 28 aprile 1997    | 14 maggio 2001    | Anna Consiglia Campagna   | centro-sinistra             | Sindaco             | [ 22 ] |
| 14 maggio 2001    | 13 settembre 2005 | Anna Consiglia Campagna   | centro-sinistra             | Sindaco             | [ 22 ] |
| 13 settembre 2005 | 30 maggio 2006    | Romolo Gusella            |                             | Comm. straordinario | [ 22 ] |
| 30 maggio 2006    | 16 maggio 2011    | Antonio Ermenegildo Renna |                             | Sindaco             | [ 22 ] |
| 16 maggio 2011    | 21 giugno 2016    | Antonio Ermenegildo Renna | lista civica Progetto città | Sindaco             | [ 22 ] |
| 21 giugno 2016    | 3 ottobre 2021    | Renato Rizzo              | lista civica Progetto città | Sindaco             | [ 22 ] |
| 3 ottobre 2021    | in carica         | Renato Rizzo              | lista civica Progetto città | Sindaco             | [ 22 ] |